# Чељадинце
Чељадинце (слч. Čeľadince) насељено је мјесто са административним статусом сеоске општине (слч. obec) у округу Топољчани, у Њитранском крају, Словачка Република.

## Становништво
| Година:    | 1994. | 2004.   | 2014.   | 2024.    |
| ---------- | ----- | ------- | ------- | -------- |
| Број људи: | 440   | 447     | 435     | 516      |
| Разлика:   |       | +1,59 % | -2,68 % | +18,62 % |

| Година:    | 2023. | 2024.   |
| ---------- | ----- | ------- |
| Број људи: | 514   | 516     |
| Разлика:   |       | +0,38 % |

Према подацима о броју становника из 2011. године насеље је имало 444 становника.